# Burning Paradise
Burning Paradise is een fantasy/actiefilm uit Hongkong, gemaakt in 1994 onder regie van Ringo Lam.
Titel in Chinese karakters: 火燒紅蓮寺
Uitspraak in Kantonees: Huo Shao Hong Lian Si

## Verhaal
De Manchu keizer Yung-Ching voert een duivels bewind over de Chinezen. Alleen de Shaolin-monniken durven zich tegen de tiran te verzetten. De keizer laat daarop alle Shaolintempels aanvallen en de monniken opsluiten in de Rode Lotus Tempel. Als ook Shaolins beste vechter Fong Sai-Yuk hier belandt, begint een gewelddadige strijd voor de vrijheid.

## Rolbezetting
Hoofdpersonages:
| Acteur               | Personage     |
| -------------------- | ------------- |
| Willie Chi Tin-Sang  | Fong Sai-Yuk  |
| Carmen Lee Yeuk-Tung | Dau Dau       |
| Wong Kam-Kong        | Kung          |
| Yeung Sing           | Hung Hei-Kwun |
| Lam Chuen            | Chui Hiu      |
| John Ching-Tung      | Huet Dik-Ji   |